# Cucina nepalese

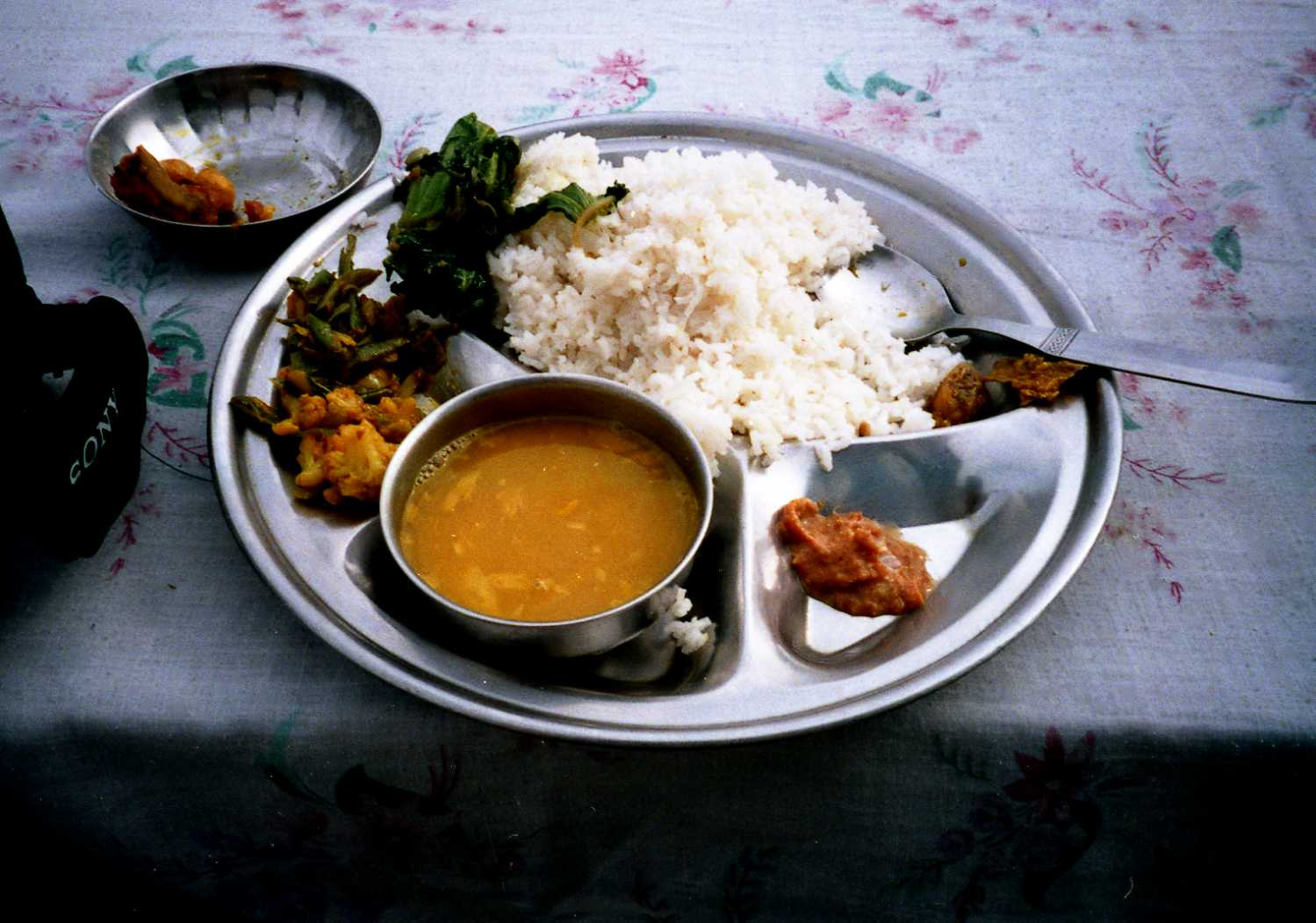
Il dal bhat, piatto nazionale nepalese

La cucina nepalese comprende le abitudini culinarie del Nepal. Essa trae spunto dalle cucine dei paesi che formano l'Himalaya, in particolare quella cinese, indiana e tibetana.

## Caratteristiche generali
Pur se influenzata da diverse cucine, quella nepalese non offre una grande varietà di piatti. La disponibilità delle materie prime dipende fortemente dalla regione che si prende in considerazione: nel Terai ad esempio sono  diffusi i sottaceti piccanti, lascito dell'influenza Moghul, mentre tipici della Transhimalaya sono l'orzo tostato e il tè col burro. Il riso è un alimento fondante della dieta nepalese: esso è infatti l'ingrediente fondamentale del dal bhat, il piatto nazionale che letteralmente significa "lenticchie e riso". Viene comunemente servito su un vassoio di metallo assieme a del tarkari (curry vegetale) e ad alcuni achaar, dei tipici sottaceti indiani. Il granoturco è invece l'alimento base dell'alta montagna: esso è infatti l'ingrediente base di una pasta denominata dhindo, che solitamente accompagna carne e verdure. La tsampa è invece tipica della dieta tibetana, a base di orzo. Un altro piatto tipico nepalese altamente proteico è il kwati, a base di sei tipi diversi di legumi accompagnati dal riso. Un tradizionale metodo di conservazione delle verdure consiste nell'essiccare i prodotti in estate e nel conservarli in barattoli con acqua derivata dalle piogge monsoniche, per poi lasciarli fermentare per una settimana.

### Cucina newari

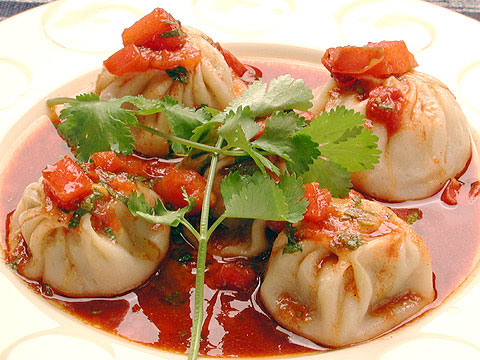
Momo

La cucina newari è l'espressione culinaria che si è sviluppata tra i newa, nella valle di Katmandu. Essa risulta più sofisticata rispetto a quanto si vede nelle aree rurali, e si serve delle spezie, pur se usate in moderazione rispetto ai vicini indiani. Contrariamente agli hindu e ai buddhisti che sono vegetariani, i newa consumano ampiamente carne di bufalo e di vitello. Uno degli alimenti base di questa cucina è la chiura, ottenuta da chicchi di riso bolliti e poi essiccati al sole. Essa viene consumata in tutti i momenti della giornata: a colazione viene mescolata in un porridge con il tè, mentre a pranzo è invece accompagnata da fagioli di soia o altri legumi e da patate bollite con aglio e zenzero. La chhowela è invece un piatto a base di carne marinata cotta in un forno tandoor, mentre tra i prodotti da forno si annoverano il bara, un pancake a base di farina di lenticchie, il chataamari, un impasto sul quale viene posizionato del riso con pomodori e carne macinata di bufalo, e il sel roti, un pane dolce rotondo fatto con farina di riso e fritto. I momo, dei ravioli di carne e di verdure cotti al vapore, furono introdotti nella dieta newari tramite i commercianti tibetani che raggiunsero l'area. Tra gli altri piatti di carne troviamo il ma mena (lingua bollita), il swan puka (polmone cotto in padella e ripieno di erbe aromatiche e spezie) e l'henya la (anatra cotta con zenzero), mentre tra i contorni troviamo il phasikwa (del curry a base di zucca dolce) e gli spinaci conditi con semi di cumino. Una specialità del distretto di Palpa è invece il chukaini, delle patate condite con spezie e dahi, uno yogurt di yak.

### Cucina tibetana

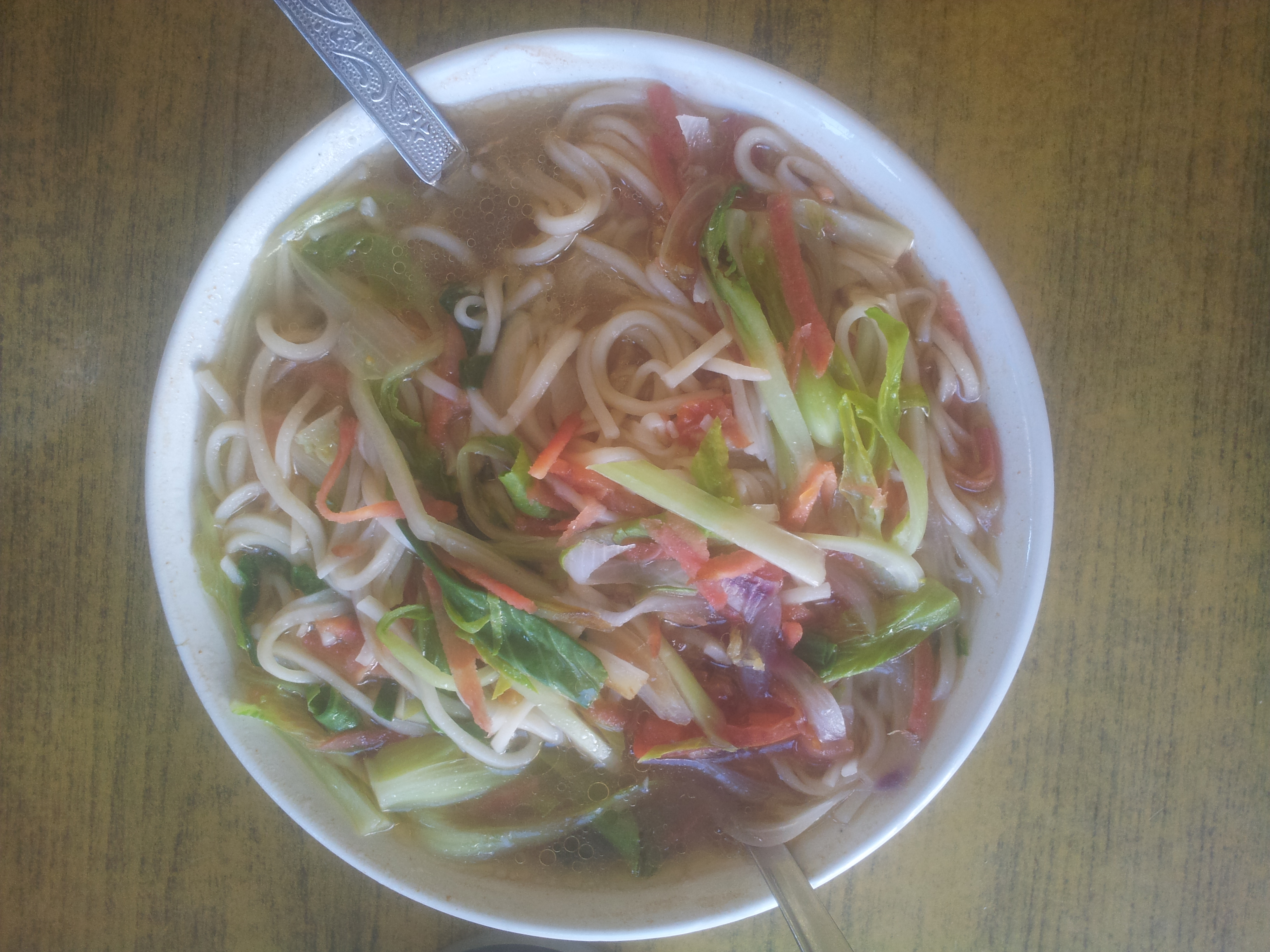
Thukpa

La cucina tibetana è diffusa nelle aree montuose del paese, come il distretto del Mustang, il distretto di Solukhumbu e il distretto di Dolpa. In queste aree l'orzo è l'alimento più comune. La tsampa viene mescolata al tè con burro di yak. Dalla Cina furono introdotti nell'area i noodle: i thukpa sono un tipo di pasta servita in un brodo di verdure o di carne, mentre i thenthuk sono delle tagliatelle più spesse. Lo sha bale è invece un tortino di carne fritto.

### Dolci e bevande
Come quelli indiani, i dolci nepalesi sono principalmente a base di latte. Tra questi troviamo il burfi, una fonduta di latte aromatizzata al cardamomo, i rasbari, delle palline di latte solitamente servite in una crema di acqua di rose, zafferano, pistacchio e cardammomo (dhudhbari), e il kheer, un dolce fatto con riso e latte. Il lapsi è invece un frutto che cresce solo in Nepal.
Proveniente dal sud della Cina, il tè è ampiamente diffuso. Ad esso vengono aggiunti del latte e una mistura di spezie, come cardamomo, chiodi di garofano, noce moscata, cannella, zenzero e anice stellato. Inoltre, il Nepal è produttore di birra, rum, vodka e gin. Tra le bevande alcoliche nazionali troviamo il raksi, un distillato di riso o di grano, e il chhaang, a base di miglio oppure orzo fermentato.